# Béla Pállik

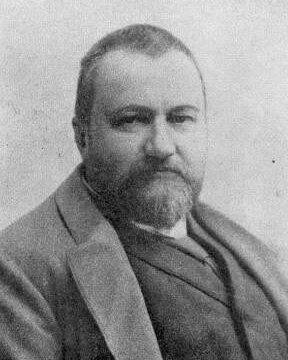
Béla Pállik, Foto 1908

Béla Pállik (* 2. Februar 1845 in Großmichel, Königreich Ungarn; † 27. Juli 1908 in Budapest) war ein ungarischer Tier- und Porträtmaler sowie Opernsänger. Besonders verstand er sich auf die Darstellung von Hausschafen.

## Leben
Pállik zeigte bereits im Elternhaus und in der Schule ein Talent für das Zeichnen. Eine frühe künstlerische Ausbildung erfuhr er in der Zeichenschule von Alajos Landau (1833–1884) und im Atelier des österreichischen Genre- und Pferdemalers Adolf van der Venne in Budapest. Seinen Lebensunterhalt bestritt er als angehender Maler mit dem Kopieren von alten Meistern in den Museen der Stadt. Bald wurde der Kunstsammler Graf János Waldstein-Wartenberg (1809–1876) auf ihn aufmerksam, der ihn auf seinen Landsitz in Burgschloß einlud. Dort malte er Porträts und seine ersten Tierbilder. 1865 stellte er auf der Ausstellung der Gesellschaft der Schönen Künste in Budapest zwei Bilder aus.

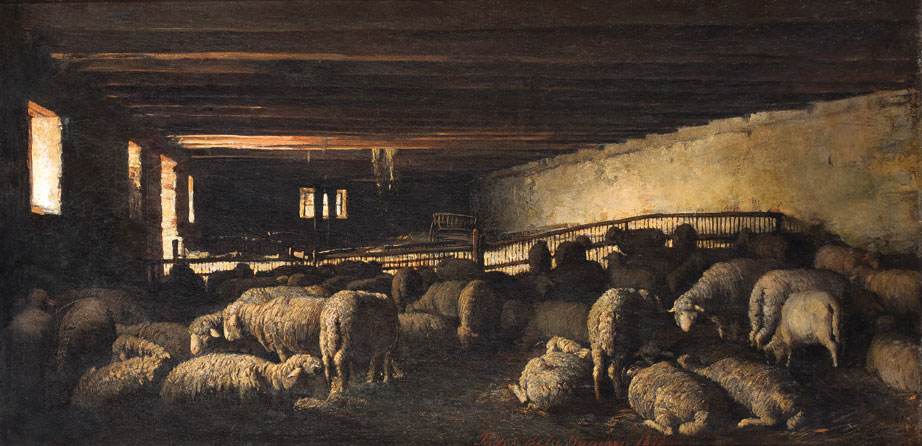
Schafstall, 1872

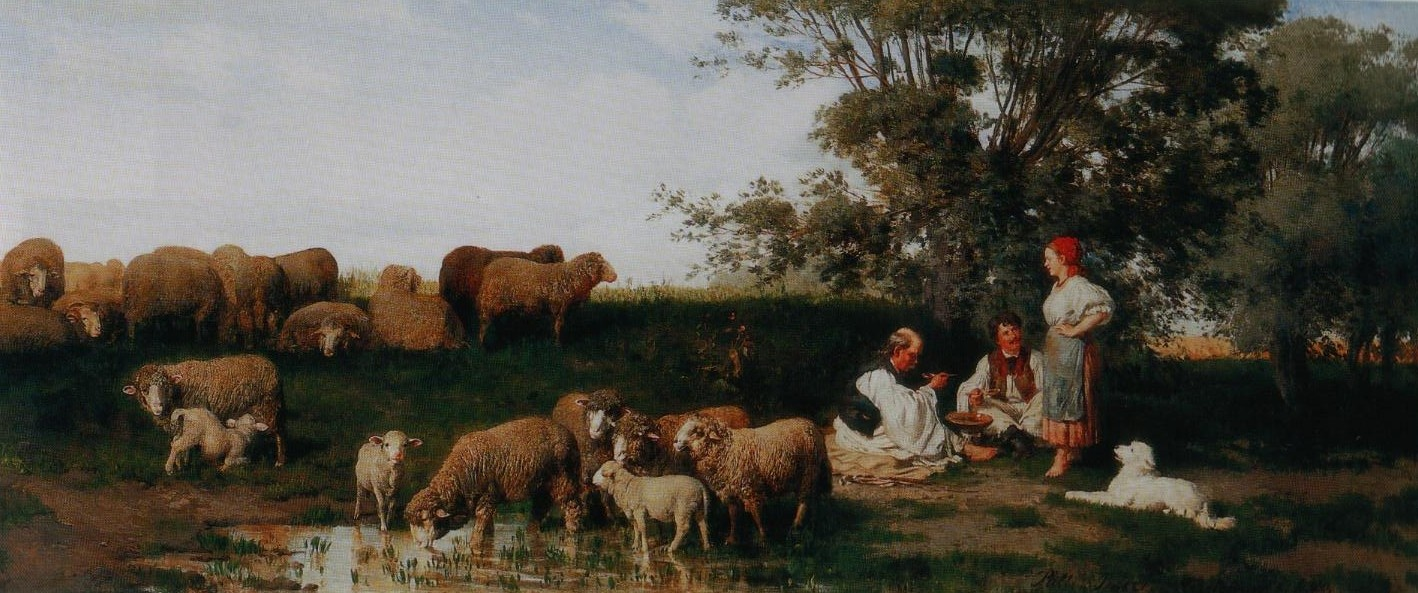
Mittags, 1873

Dank eines staatlichen Stipendiums, das sein Gönner bei dem ungarischen Ministerpräsidenten Gyula Andrássy erwirken konnte, zog Pállik 1867 nach Wien und begann ein Studium an der Akademie der bildenden Künste, wo ihn Eduard von Engerth unterwies. Durch eine Verlängerung der Zuwendung war er am 1. Mai 1873 in der Lage, sich für das Fach Malerei an der Königlichen Akademie der Bildenden Künste München einzuschreiben. Dort wurde er Schüler der Maler Wilhelm von Diez und Carl Theodor von Piloty. Während dieses Studiums reifte sein Entschluss, sich der Tiermalerei zu widmen. 1873 war Pállik auf der Wiener Weltausstellung vertreten.
1874 kehrte er nach Budapest zurück, wo er sich als gefragter Porträt- und Tiermaler der ungarischen Aristokratie etablierte. Im November 1877 ließ sich sogar der österreichische Kaiser Franz Joseph I., der damals auf Schloss Gödöllő weilte, im Jagdkostüm zu Rosse von ihm porträtieren. Zu den Beispielen seiner Pferdemalerei gehört das Porträt von Kincsem, einer in 54 Rennen nie besiegten Englischen Vollblutstute aus der Zucht und dem Rennstall von Ernst von Blaskovits. Zu einigem Vermögen gekommen erwarb Pállik 1880 eine alte Kirche und baute sie zu einem Atelier mit Wohnung um.
Als ihn ein Augenleiden zwang, die Malerei ruhen zu lassen, begann er Singstunden zu nehmen. Auf Anraten seiner Familie und Freunde verkaufte er 1883 Atelier und Wohnung. Er reiste nach Deutschland und trat auf deutschen Bühnen, unter anderem in Berlin, Bremen, Dortmund, Düsseldorf, Köln und Weimar, erfolgreich als Opernsänger auf. Über dreißig Rollen, insbesondere aus Opern von Richard Wagner, soll er aus dem Stand beherrscht haben. 1886 ließ er sich in Düsseldorf an der Alleestraße nieder. Dort beteiligte er sich auch am kulturellen Leben der Maler. So engagierte er sich 1886 in einem Ausstellungskomitee der Städtischen Kunsthalle. Von Düsseldorf aus, wo am 27. August 1886 seine Tochter Margareta Cornelia Helene geboren wurde, reiste er zu seinen Engagements, sommers insbesondere nach Schloss Nordkirchen, das sich damals im Besitz seines ungarischen Landsmanns Miklós Esterházy de Galántha befand.

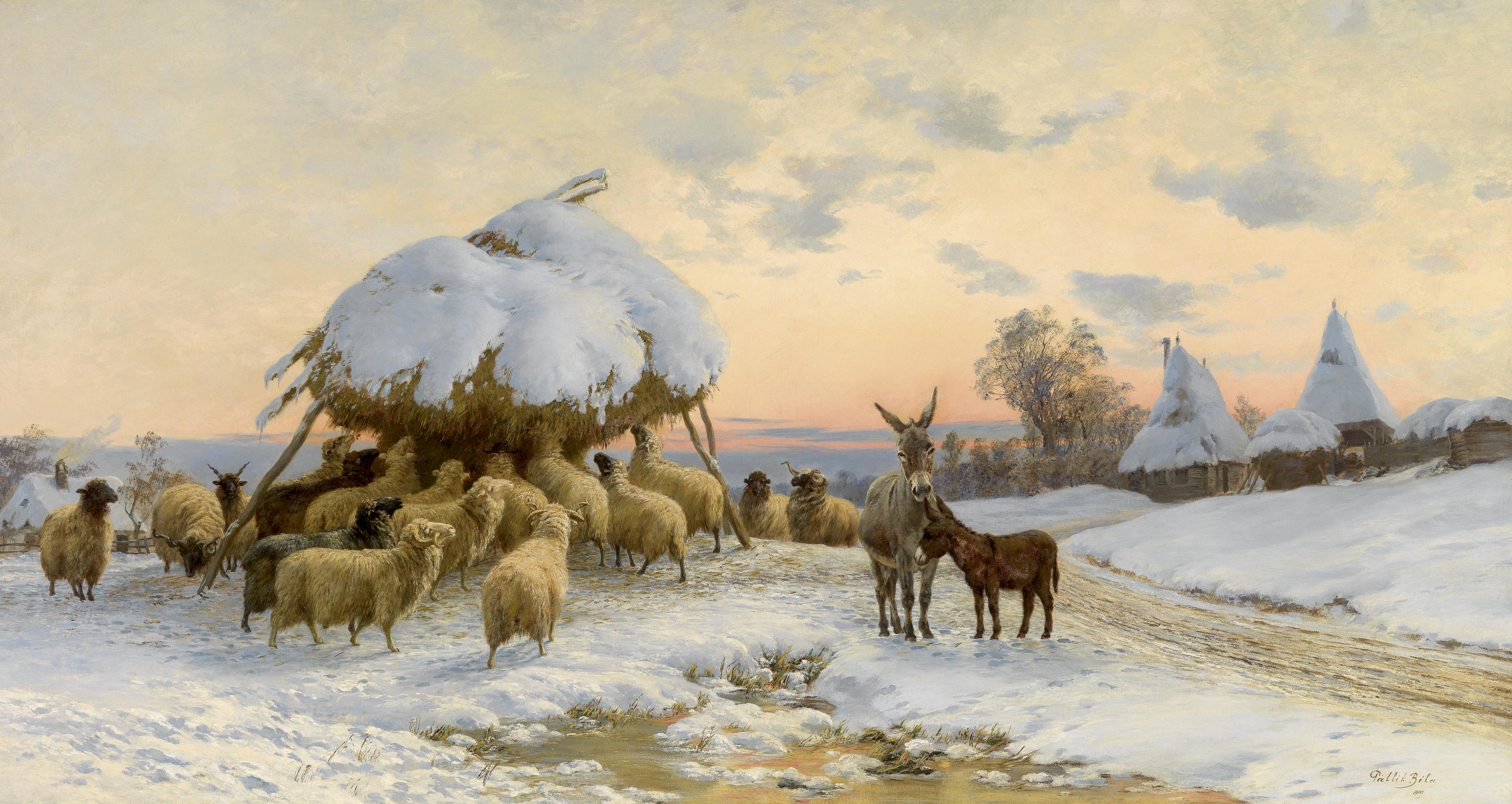
Winterzeit, 1901

Nachdem sich sein Augenleiden gelegt hatte, begann Pállik wieder mit der Tiermalerei. In seiner Düsseldorfer Wohnung richtete er sich ein Atelier ein. Um naturgetreu zu arbeiten, ließ er sich dorthin Schafe bringen. Mit Hilfe von Nikolaus III. Esterházy de Galantha, der ihn förderte, war er bald wieder als Maler erfolgreich. Um 1888 zog er nach Tata, wo Miklós Esterházy am Ufer eines Sees ein Schlosstheater hatte erbauen lassen. Dort leitete Pállik verschiedene Aufführungen und trat auch selbst in Gesangsrollen auf. Daneben stellte er seine Gemälde international aus, etwa auch auf dem Salon de Paris des Jahres 1890. Im gleichen Jahr erwarb er ein Grundstück in der Budapester Künstlerkolonie Epreskerti und  baute ein Atelierhaus. Später wurde es der Wohnsitz des Malers Károly Kernstok.
Meyers Konversations-Lexikon führte 1892 aus, dass Pálliks „Ställe mit Schafen und Lämmern alles übertreffen, was die Schafmaler Jacque, Brendel und Gebler geleistet haben.“